# Nghĩa trang trung tâm ở Szczecin
Nghĩa trang trung tâm ở Szczecin là một nghĩa trang thành phố ở Szczecin, Ba Lan. Với diện tích hơn 167,8 ha  và vẫn đang mở rộng, đây chính thức là nghĩa trang lớn nhất ở Ba Lan và nghĩa trang lớn thứ ba ở châu Âu.

## Bộ sưu tập

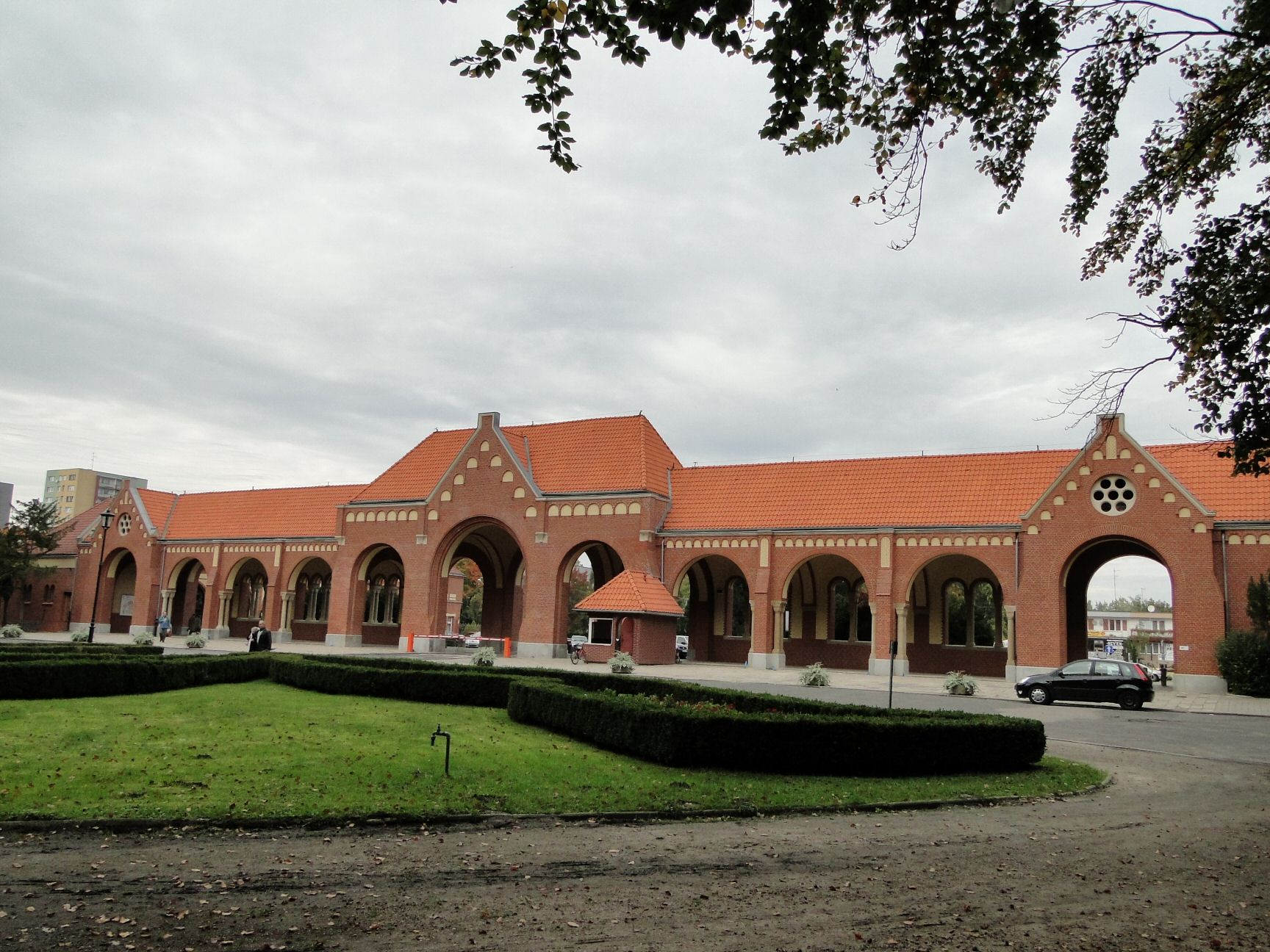
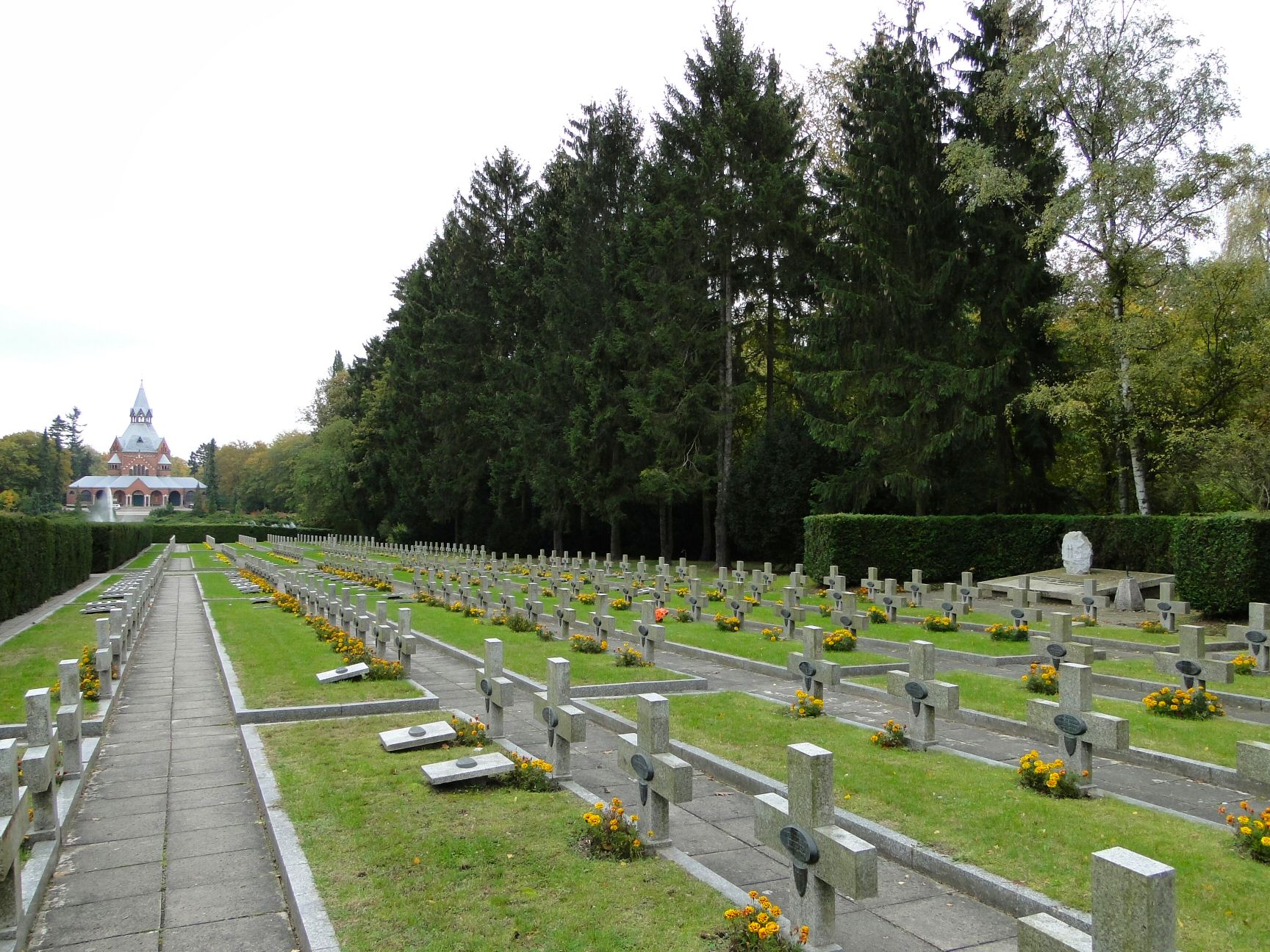
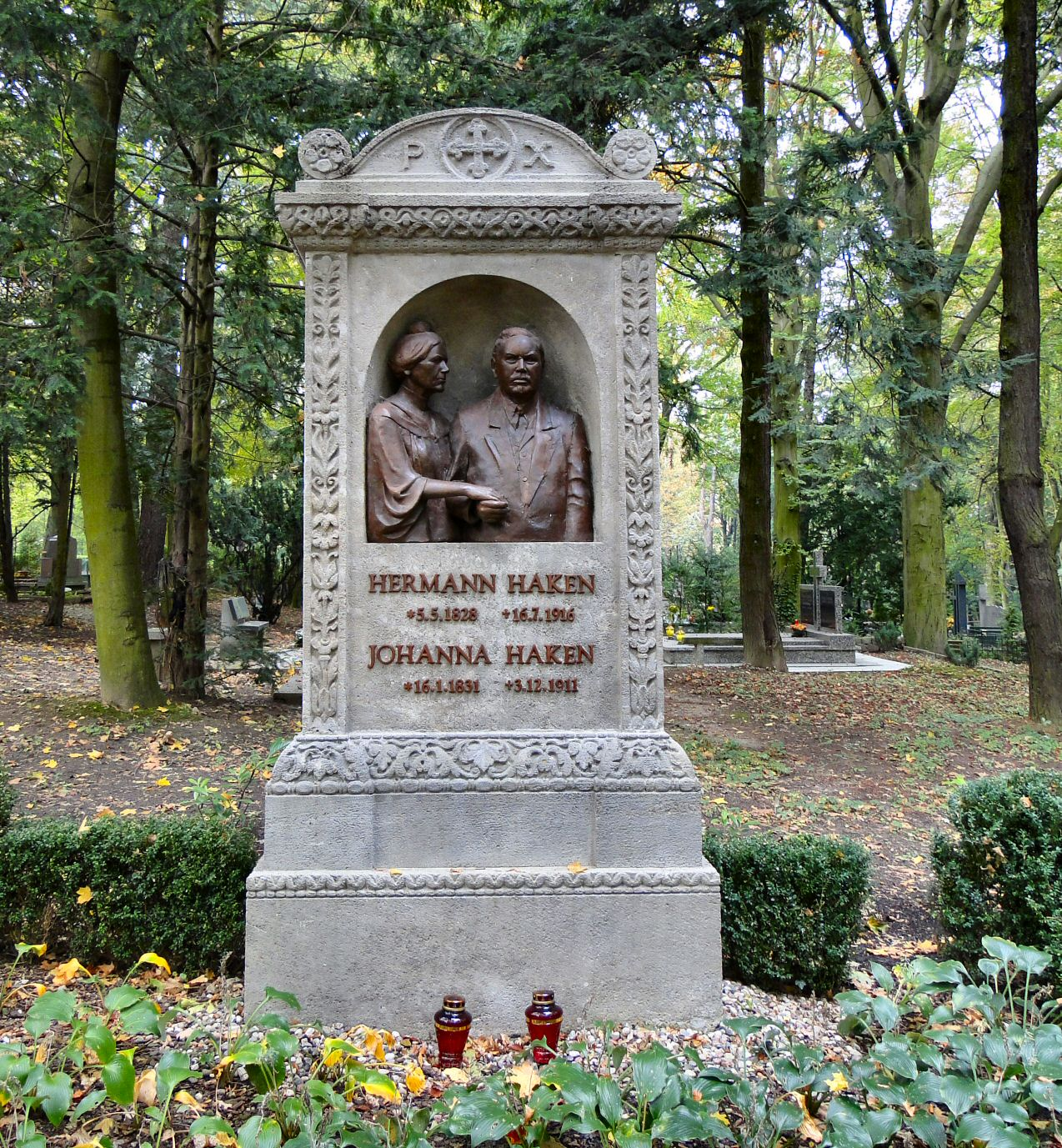
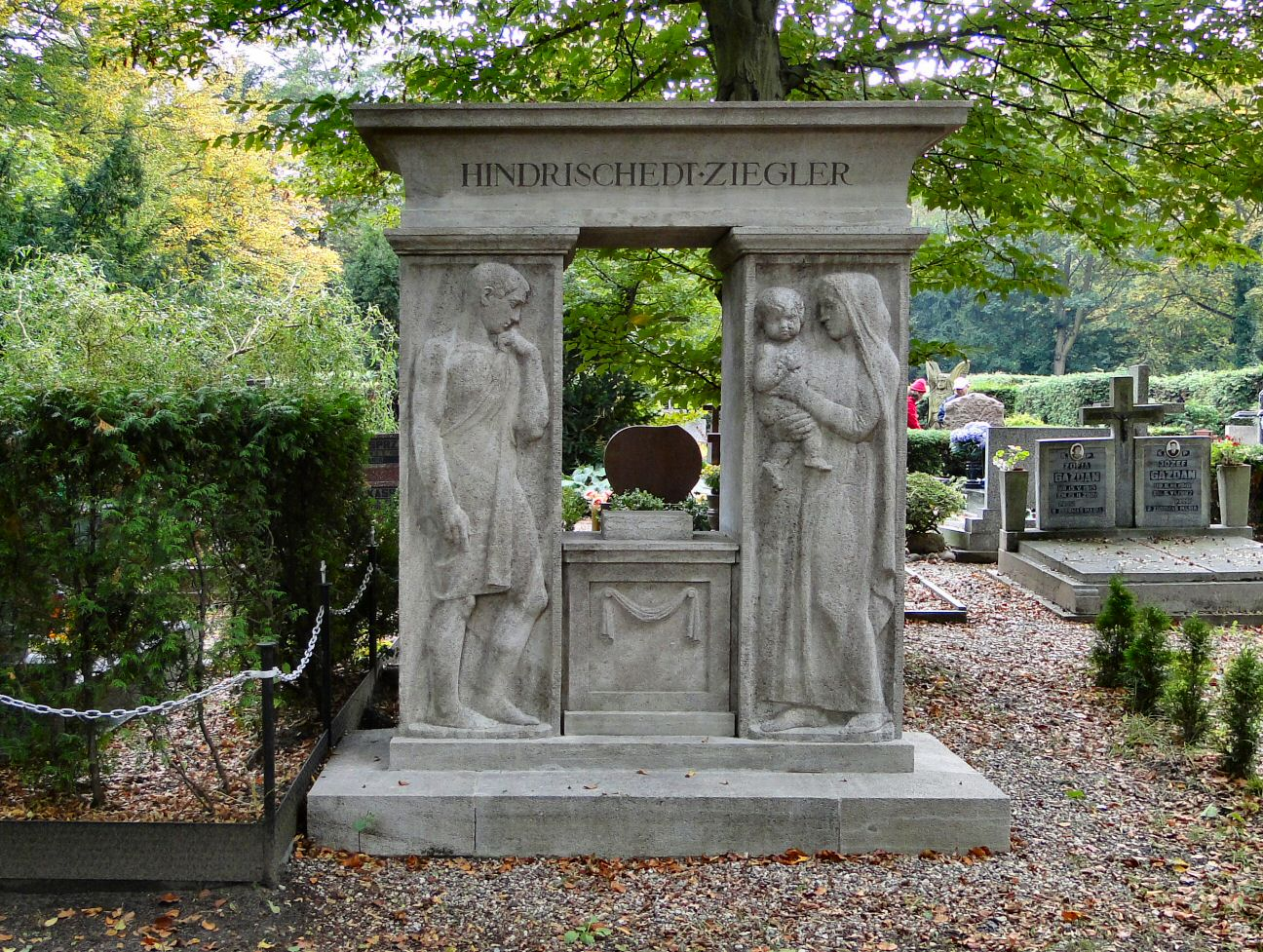
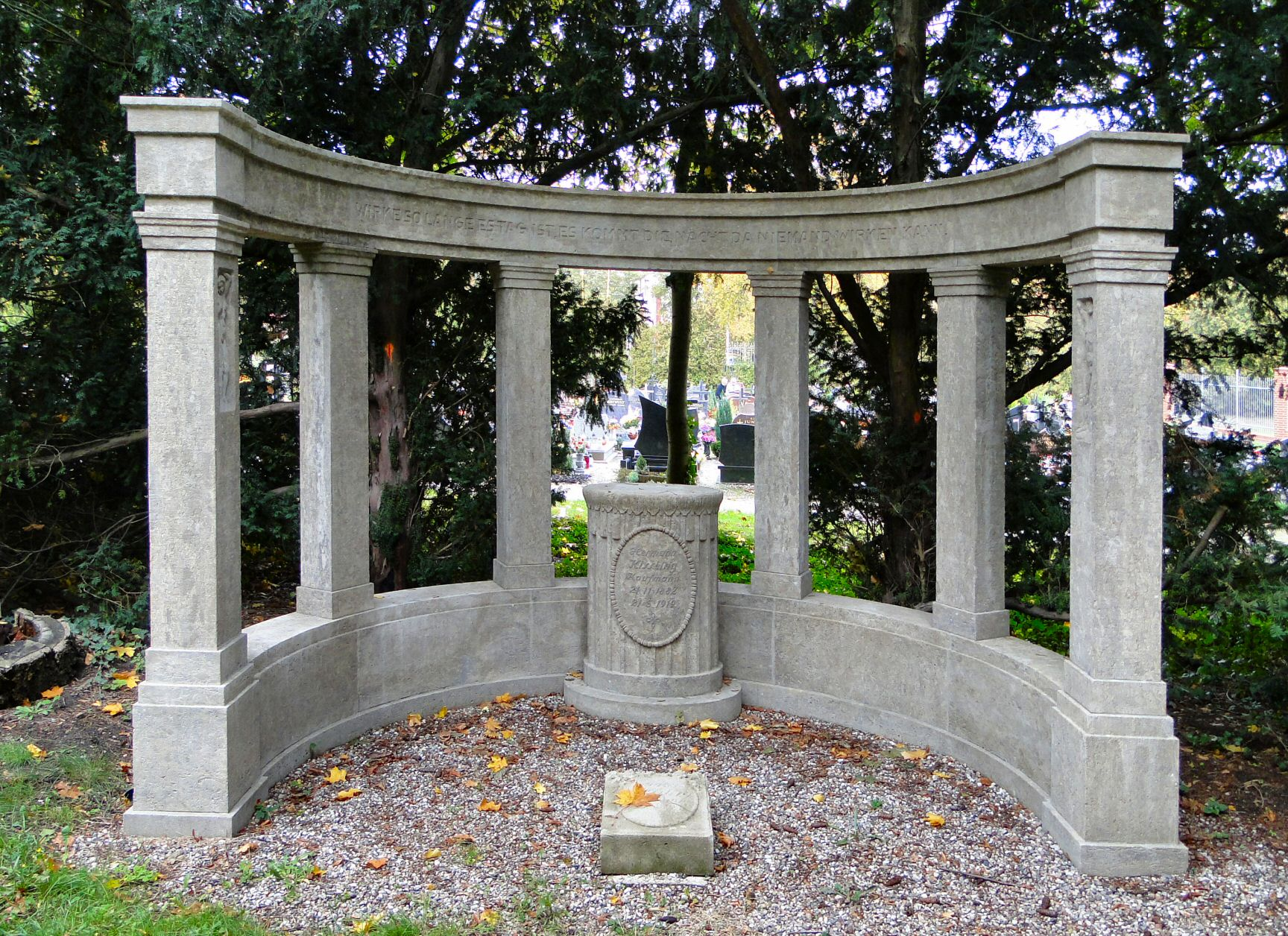
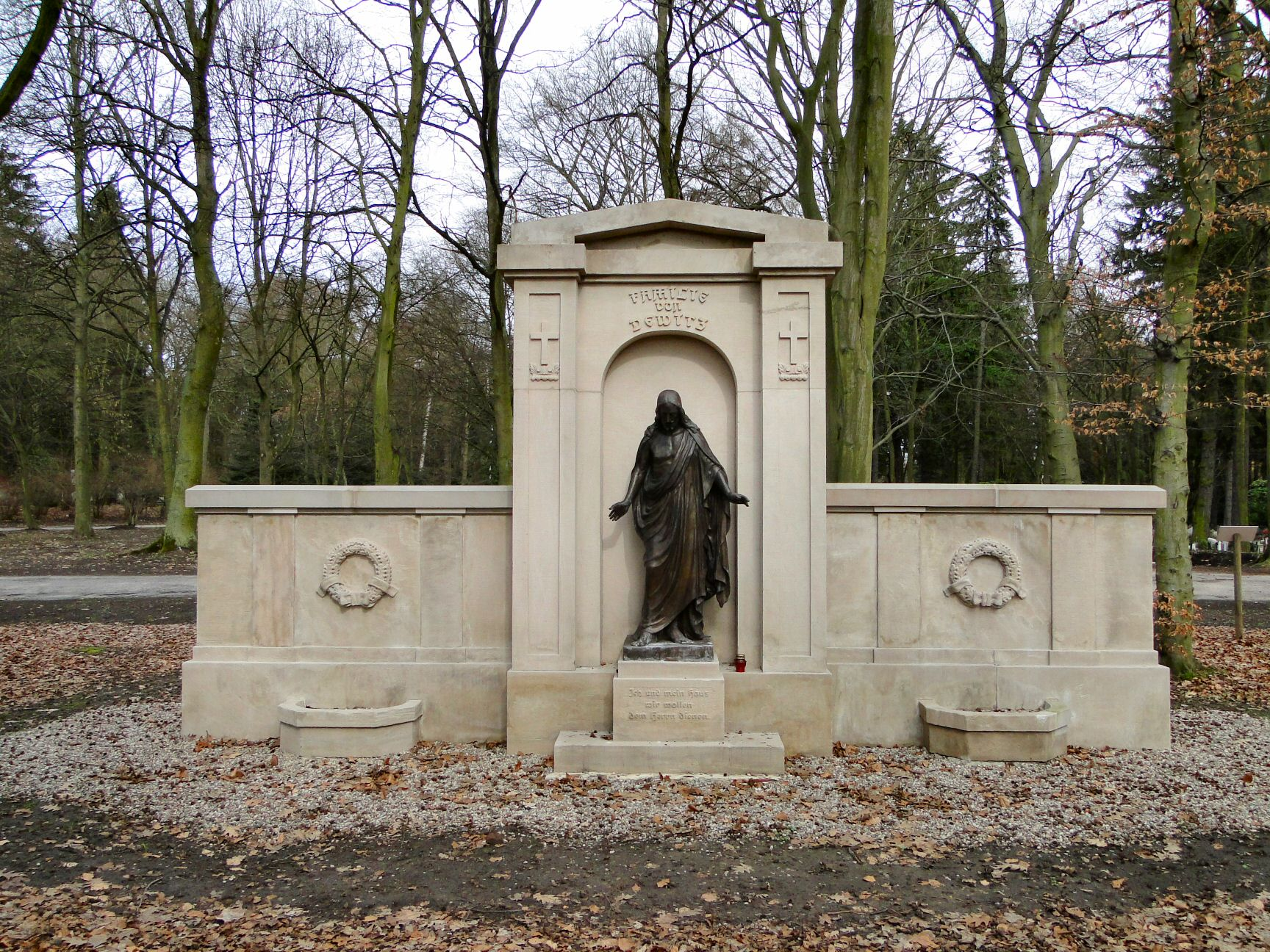
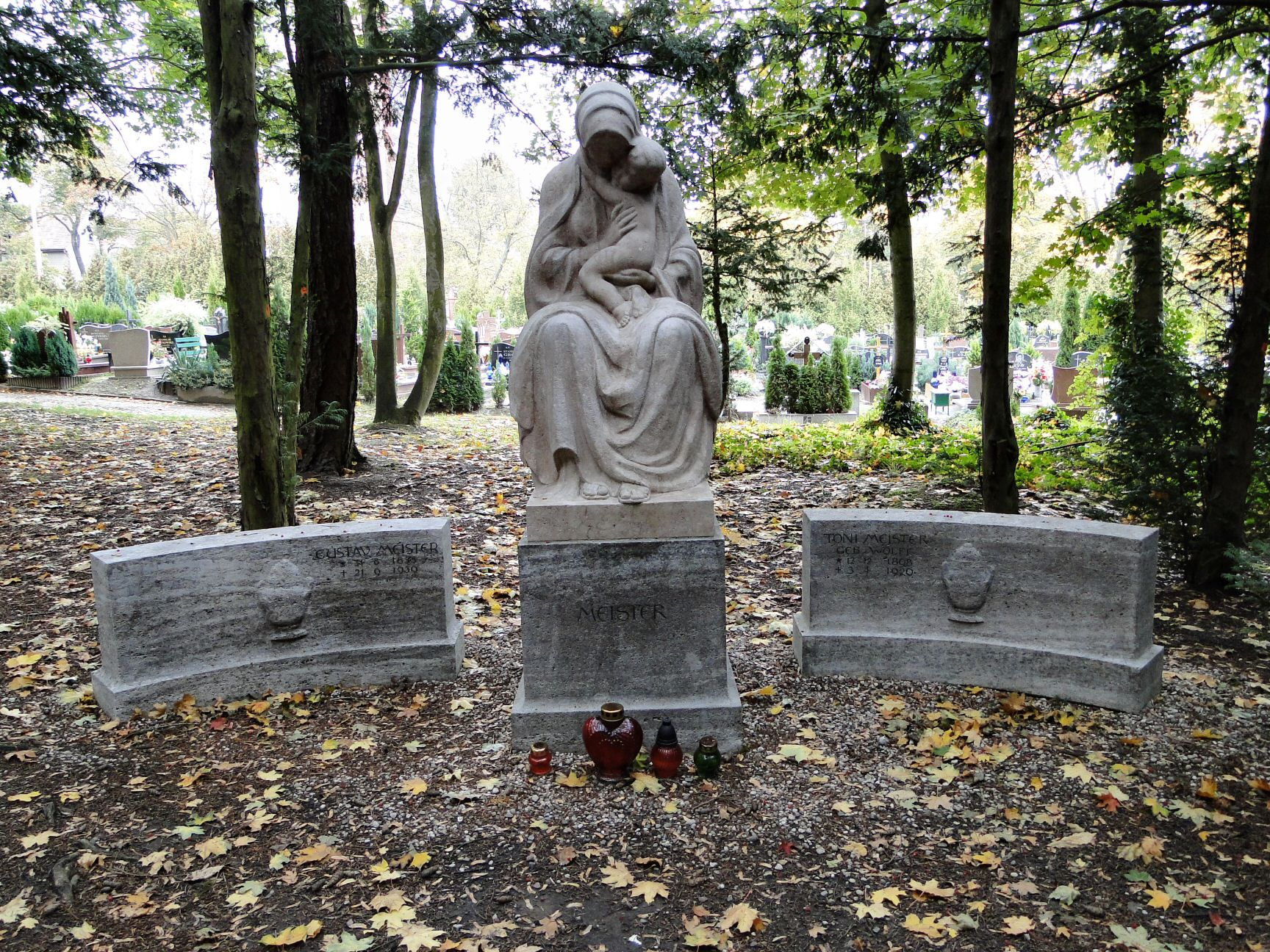
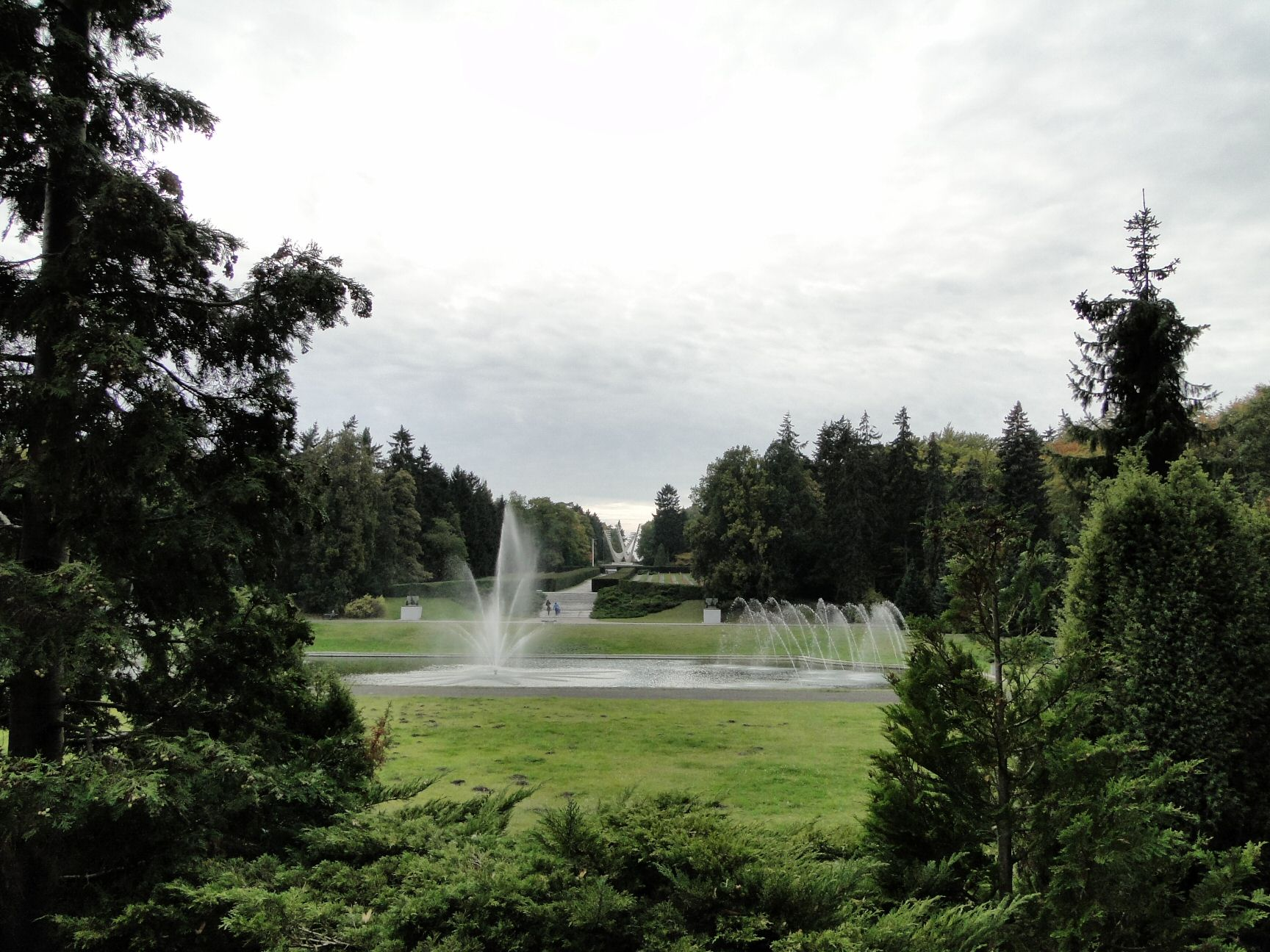

## Lịch sử
Nghĩa trang trung tâm ở Szczecin được thành lập vào năm 1901  với tư cách là một nghĩa trang mới và hiện đại. Nó trước đây được gọi là Hauptfriedhof Stettin (Nghĩa trang chính Stettin) và được mô phỏng theo Nghĩa trang Ohlsdorf ở Hamburg, Đức. Mặc dù nó đã hoạt động hơn 100 năm, nhưng hiện nghĩa trang này vẫn được sử dụng và nó là một di tích quốc gia được bảo vệ hợp pháp.
Trong khuôn viên của Nghĩa trang Trung tâm có nhiều địa điểm lịch sử đáng quan tâm, chẳng hạn như một nhà gỗ với những bia mộ cũ và các tác phẩm điêu khắc mộ, và một cối xay gió cũ (ngày nay được chuyển đổi thành một khu vườn). Một trong những khu nhà có mộ của những nhân vật đáng chú ý, như các nghệ sĩ và chính trị gia. Ngoài ra còn có các tượng đài dành cho các cựu chiến binh, những người chết trên biển, trẻ em chưa sinh và các nạn nhân của trại tập trung.

## Di tích

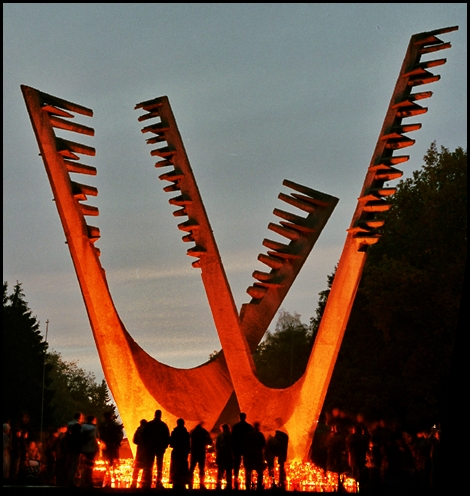
Pomnik Braterstwa Broni

Tượng đài nổi tiếng nhất là Pomnik Braterstwa Broni (Đài tưởng niệm tình huynh đệ) được hoàn thành vào năm 1967 và được thiết kế bởi Sławomir Lewiński. Đó là một tượng đài quân sự trông giống như cánh hạc. Tượng đài nằm trên ngọn đồi ở trục chính. Từ nơi này, người ta có thể nhìn ra nhà nguyện chính.
Nghĩa trang trung tâm ở Szczecin giống như một công viên khổng lồ ở trung tâm thành phố, với nhiều loại cây cổ thụ và khác nhau và hàng rào cao làm từ những bụi cây rụng lá hoặc lá kim. Nó tương tự như một khu vườn thực vật lớn nhưng không phải tất cả mọi người, ngay cả ở Szczecin, đều biết về bộ sưu tập cây và bụi cây nguyên bản này.